# Nigeria na Letnich Igrzyskach Olimpijskich 1992
Nigerię na Letnich Igrzyskach Olimpijskich 1992 reprezentowało 55 zawodników: 32 mężczyzn i 23 kobiet. Był to 10 start reprezentacji Nigerii na letnich igrzyskach olimpijskich.

## Zdobyte medale
| Medal  | Zawodnik                                                                     | Dyscyplina    | Konkurencja                    | Rezultat                                      |
| ------ | ---------------------------------------------------------------------------- | ------------- | ------------------------------ | --------------------------------------------- |
| Srebro | David Izonritei                                                              | Boks          | waga ciężka do 91 kg           | w finale uległ Kubańczykowi Félixowi Savónowi |
| Srebro | Richard Igbeneghu                                                            | Boks          | waga superciężka powyżej 91 kg | w finale uległ Kubańczykowi Roberto Baladowi  |
| Srebro | Oluyemi Kayode, Chidi Imoh, Olapade Adeniken, Davidson Ezinwa, Osmond Ezinwa | Lekkoatletyka | sztafeta 4 × 100 m mężczyzn    | 37,98 s                                       |
| Brąz   | Beatrice Utondu, Faith Idehen, Christy Opara-Thompson, Mary Onyali-Omagbemi  | Lekkoatletyka | sztafeta 4 × 100 m kobiet      | 42,81 s                                       |

## Skład kadry

### Boks
Mężczyźni
- Moses Malagu waga musza do 52 kg – 9. miejsce,
- Mohammed Sabo waga kogucia do 54 kg – 5. miejsce,
- Moses Odion waga lekka do 60 kg – 9. miejsce,
- Moses James waga lekkopółśrednia do 63,5 kg – 17. miejsce,
- Tajudeen Sabitu waga półśrednia do 67 kg – 17. miejsce,
- David Defiagbon waga lekkośrednia do 71 kg – 17. miejsce,
- Jacklord Jacobs waga półciężka do 81 kg – 9. miejsce,
- David Izonritei waga ciężka do 91 kg – 2. miejsce,
- Richard Igbeneghu waga superciężka powyżej 91 kg – 2. miejsce,

### Judo
Mężczyźni
- Majemite Omagbaluwaje – waga do 71 kg – 34. miejsce,
- Suleman Musa – waga do 78 kg – 13. miejsce,

### Lekkoatletyka
Kobiety
- Mary Onyali-Omagbemi

bieg na 100 m – 7. miejsce,
bieg na 200 m – odpadła w półfinale,
- Christy Opara-Thompson – bieg na 100 m – odpadła w półfinale,
- Beatrice Utondu – bieg na 100 m – odpadła w półfinale,
- Beatrice Utondu, Faith Idehen, Christy Opara-Thompson, Mary Onyali-Omagbemi – sztafeta 4 x 100 m – 3. miejsce,

Mężczyźni
- Olapade Adeniken

bieg na 100 m – 6. miejsce,
bieg na 200 m – 5. miejsce,
- Davidson Ezinwa – bieg na 100 m – 8. miejsce,
- Chidi Imoh – bieg na 100 m – odpadł w półfinale,
- Oluyemi Kayode – bieg na 200 m – 7. miejsce,
- Sunday Bada – bieg na 400 m – odpadł w półfinale,
- Innocent Egbunike – bieg na 400 m – odpadł w eliminacjach,
- Oluyemi Kayode, Chidi Imoh, Olapade Adeniken, Davidson Ezinwa, Osmond Ezinwa[1] – sztafeta 4 × 100 m – 2. miejsce,
- Udeme Ekpenyong, Emmanuel Okoli, Hassan Bosso, Sunday Bada – sztafeta 4 x 400 m – 5. miejsce,

### Piłka ręczna
Kobiety
- Agustina Nkechi Abi, Angela Ajodo, Barbara Diribe, Bridget Yamala Egwolosan, Chiaka Lauretta Ihebom, Eunice Idausa, Immaculate Nwaogu, Justina Akpulo, Justina Anyiam, Mary Ihedioha, Mary Nwachukwu, Mary Soronadi, Ngozi Opara, Auta Olivia Sana, Uzoma Azuka, Victoria Umunna – 8. miejsce,

### Pływanie
Kobiety
- Joshua Ikhaghomi

50 m stylem dowolnym – 39. miejsce,
100 m stylem dowolnym – 42. miejsce,
Mężczyźni
- Musa Bakare

50 m stylem dowolnym – 41. miejsce,
100 m stylem dowolnym – 52. miejsce,

### Podnoszenie ciężarów
Mężczyźni
- Gilbert Ojadi Aduche – waga powyżej 110 kg – nie sklasyfikowany (nie zaliczył żadnej próby w podrzucie),

### Tenis stołowy
Kobiety
- Bose Kaffo – gra pojedyncza – 33. miejsce,
- Abiola Odumosu – gra pojedyncza – 49. miejsce,
- Abiola Odumosu, Bose Kaffo – gra podwójna – 17. miejsce,

Mężczyźni
- Atanda Musa – gra pojedyncza – 33. miejsce,
- Yomi Bankole – gra pojedyncza – 33. miejsce,
- Sule Olaleye – gra pojedyncza – 33. miejsce,
- Yomi Bankole, Segun Toriola – gra podwójna – 17. miejsce,
- Sule Olaleye, Atanda Musa – gra podwójna – 17. miejsce,

### Zapasy
Mężczyźni
- Amos Ojo Adekunle – styl wolny waga do 48 kg – odpadł w eliminacjach,
- Joe Oziti – styl wolny waga do 52 kg – odpadł w eliminacjach,
- Tebe Dorgu – styl wolny waga do 57 kg – odpadł w eliminacjach,
- Ibo Oziti – styl wolny waga do 68 kg – odpadł w eliminacjach,
- Enekpedekumoh Okporu – styl wolny waga do 82 kg – odpadł w eliminacjach,